# Петров, Александр Петрович (полный кавалер ордена Славы)
Александр Петрович Петров — командир орудия 43-го гвардейского артиллерийского полка (15-я гвардейская стрелковая дивизия, в начале 37-я армия, 3-й Украинский фронт, затем 5-я гвардейская армия, 1-й Украинский фронт), гвардии старшина.

## Биография
Александр Петрович Петров родился в крестьянской семье в деревне Русское Опоческого уезда Псковской губернии (в настоящее время Пушкиногорский район Псковской области). В 1929 году окончил 4 класса школы, работал кузнецом в колхозе.
Пушкинским райвоенкоматом Калининской области в 1938 году призван в ряды Красной армии. В 1939—1940 годах участвовал в советской-финской войне. На фронтах Великой Отечественной войны с июня 1941 года.
Приказом по 43-му гвардейскому артиллерийскому полку 15-й гвардейской стрелковой дивизии Сталинградского фронта от 29 ноября 1943 года гвардии старший сержант Петров за мужество и героизм в боях против немецко-фашистских захватчиков и за меткую стрельбу и разбитые 4 блиндажа и 2 землянки, а также за уничтожение 3 станковых, одного ручного и одного крупнокалиберного пулемётов и 60 солдат противника был награждён медалью «За отвагу».
В боях под Сталинградом 16 января 1943 года гвардии старший сержант Петров огнём орудия уничтожил 60 солдат и офицеров противника, 9 блиндажей с огневыми точками и два 105-мм орудия, мешавших продвижению пехоты. 24 января 1943 года 13 снарядами уничтожил орудие противника. Орудию, которым командовал Петров, как лучшему в полку было присвоено звание «Орудие имени Героя Советского Союза Хвастанцева». Приказом по 15-й гвардейской стрелковой дивизии от 27 февраля 1943 года он был награждён орденом Красной Звезды.
В боях по расширению плацдарма на реке Днестр в районе города Бендеры 25—26 апреля 1944 года гвардии старшина Петров огнём своего орудия уничтожил 2 станковых пулемёта, миномётную батарею и до 40 солдат и офицеров противника. Был представлен к награждению орденом Отечественной войны 2-й степени. Приказом по 15-й гвардейской стрелковой дивизии от 11 мая 1944 года он был награждён орденом Славы 3-й степени.
Гвардии старшина Петров с расчетом 12 января 1945 года при прорыве обороны противника в районе населённого пункта Пацанув (24 км юго-восточнее города Буско-Здруй) подавил вражескую миномётную батарею, орудие, 3 пулемета. 

18—20 января в 26 км к юго-западу от города Конецполь (Польша) при отражении контратаки танков и пехоты подбил бронетранспортер, истребил большое число солдат и офицеров противника. Приказом по 5-й гвардейской армии от 24 марта 1945 года он был награждён орденом Славы 2-й степени.
Гвардии старшина Петров 18 апреля 1945 года при отражении контратаки противника в районе города Вайсвассер (Германия) огнём из орудия поразил бронетранспортёр, 2 пулемётные точки и свыше 10 солдат противника. Указом Президиума Верховного Совета СССР от 15 мая 1946 года он был награждён орденом Славы 1-й степени.
Гвардии старшина Петров был демобилизован в 1946 году. Вернулся на родину. Был председателем, бригадиром комплексной бригады колхоза.
Скончался Александр Петрович Петров 6 марта 1984 года.

## Память
- Похоронен в деревне Беляково Пушкиногорского района.